# Ан Се Бок
Ан Се Бок (хангыль: 안세복; род. 29 октября 1946, КНДР) — северокорейский футболист, полузащитник, участник чемпионата мира 1966 года как запасной игрок.

## Карьера

### Клубная
Выступал за клуб Амноккан.

### В сборной
В составе сборной КНДР Ан Се Бок поехал на чемпионат мира 1966 года. Сборная провела на турнире четыре матча, однако Ан не выходил на поле ни в одном из них.